# 9872 Solf
9872 Solf (1992 DJ4) là một tiểu hành tinh vành đai chính được phát hiện ngày 27 tháng 2 năm 1992 bởi F. Borngen ở Tautenburg.